# Шуфлай, Милан
Милан Шуфлай (хорв. Milan Šufflay; 8 ноября 1879, Лепоглава — 18 февраля 1931, Загреб) — хорватский историк, прозаик, педагог, профессор Загребского университета, доктор наук (1901), политический деятель. Один из основателей албанистики.

## Биография

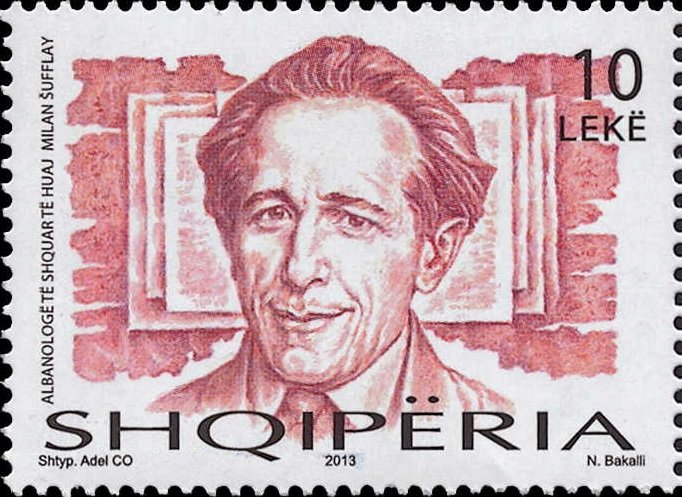
Милан Шуфлай на почтовой марке Албании. 2013 г

Из мелкопоместных дворян. Сын учителя.
Окончил Загребский университет. Во время учёбы овладел французским, немецким, итальянским, английским, всеми славянскими языками, а также латинским, древнегреческим и среднегреческим. Позже в жизни выучил современный греческий, албанский, иврит и санскрит. В 1908—1918 годах — профессор кафедры вспомогательных исторических дисциплин в альма матер.
После образования в декабре 1918 года Королевства сербов, хорватов и словенцев (с 1929 года — Королевство Югославия) входил в руководство хорватской националистической Партии права. Будучи Хорватским националистом преследовался в Королевстве Югославия, был арестован за государственную измену и обвинён в шпионаже в пользу иностранной державы и приговорён к трем годам и шести месяцам тюремного заключения.
Историк Балкан. Был убеждён, что историю хорватов можно исследовать только с этой точки зрения. Это убеждение противоречило преобладающему мнению хорватских историков о том, что хорваты были представителями Запада, а не Балкан.
Автор трудов (с широким использованием источников) по истории хорвато-византийских отношений XI—XII веков, средневековой Албании, источниковедению средневековой Далмации. Автор первого хорватского научно-фантастического романа «На Тихом океане в 2255 году» (1924).
Убит членами организации «Молодая Югославия», устроившими ему засаду на пороге его дома в Загребе и проломили ему череп молотком. Альберт Эйнштейн и Генрих Манн направили письмо в Международную лигу прав человека в Париже с призывом к мировой культурной общественности протестовать против убийства Милана Шуфлая, призывая защитить хорватский народ от гнета югославского режима.

## Избранные публикации
- Hrvatska i zadnja pregnuća istočne imperije pod žezlom triju Komnena (Хорватия и последние усилия Восточной империи при трёх Комнинах, 1901)
- Die Dalmatinische Privaturkunde (Далматинские частные дела, 1904)
- Kostadin Balšić (1392—1401): historijski roman u 3 dijela (1920)
- Srbi i Arbanasi (Сербы и албанцы, 1925)
- Na Pacifiku god. 2255.: metagenetički roman u četiri knjige (фантастический роман)
- Hrvatska u svijetlu svjetske historije i politike : dvanaest eseja (1928)
- Hrvati u sredovječnom svjetskom viru (1931)
- Izabrani eseji, prikazi i članci (избранные эссе и статьи, 1999)
- Izabrani eseji, rasprave, prikazi, članci i korespondencija (1999)
- Izabrani politički spisi (Избранные политические публикации, 2000)
- Stadte und Burgen Albaniens hauptsachlich wahrend des Mittelalters, Lpz., 1924.